# 格拉斯哥皇家內外科醫學院
格拉斯哥皇家內外科醫學院（英語：Royal College of Physicians and Surgeons of Glasgow）是一所位於蘇格蘭格拉斯哥的醫學學院。
學院于1599年被英皇授予皇家資格，目前專注于畢業後的專科醫生培訓。是聯合王國內唯一一所擁有內外科及牙科的皇家醫學院。

## 外部連結
- Official website （页面存档备份，存于）